# Karnala

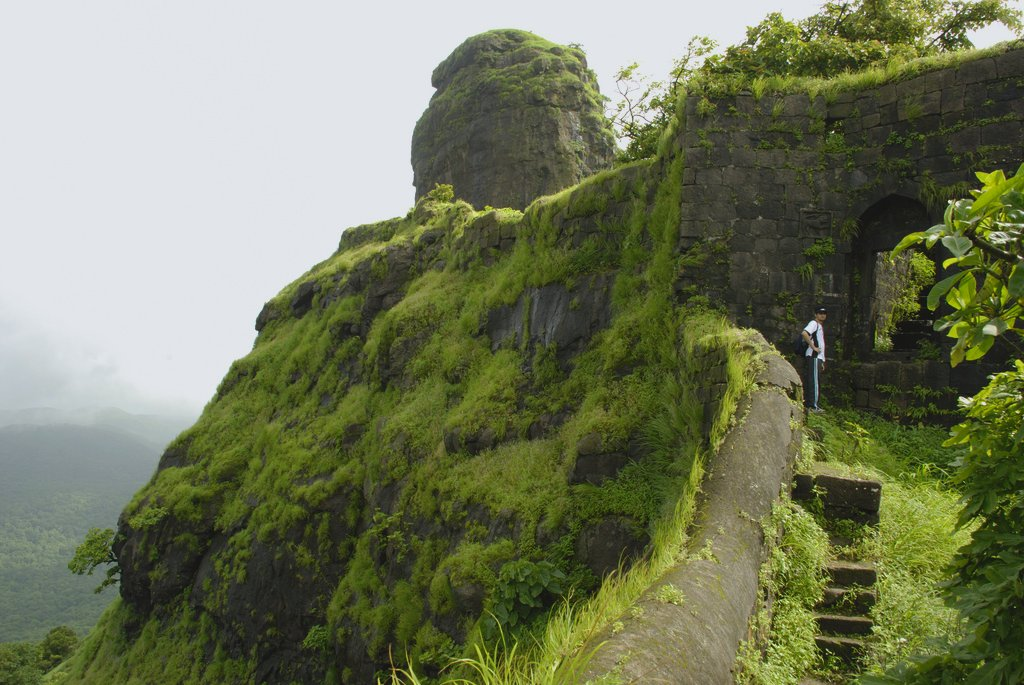
Entrada al fort.

Karnala és un turó fortificat de Maharashtra, denominat pels britànics com Funnel Hill, al districte de Raigad o Kolaba a una mica al nord-oest del riu Vegavati, amb una altura de 483 metres. Hi ha un antic fort en ruïnes l'entorn del qual el 1901 era poblat per 1.327 persones amb un "funnel" o pilar inaccessible de 39 metres conegut com a torre de Pandu. Des de la part sud-est de la muntanya es veu el port de Bombai.
Va pertànyer als yadaves i al sultanat de Delhi fins al segle xiv. Després fou possessió del sultanat de Gujarat fins que fou conquerit per tropes del sultanat d'Ahmednagar el 1540. El sultà de Gujarat va demanar ajut a Dom Francisco de Menenzes, comandant portuguès a Vasai que el va conquerir amb 500 soldats, i el va entregar a Gujarat encara que una guarnició portuguesa va restar al lloc. Una ofensiva dels nizamshàhides d'Ahmednagar va permetre a aquestos recuperar el fort i els gujaratis van fugir cap a Bassein i van renunciar al fort en favor dels portuguesos; en la batalla que va seguir els portuguesos van derrotar els nizamshàhides i van assegurar el domini de la fortalesa. Però al cap d'un temps el comandant portuguès va decidir que els forts de Sangli i Karnala no tenien prou interès estratègic i van decidir retornar-lo a Ahmednagar contra un rescat de 17.500 rupies a l'any i una aliança.
Sivaji, el cap maratha, se'n va apoderar el 1670 quan pertanyia als mogols, però a la mort d'aquell el 1680 Aurangzeb el va recuperar. Els mogols el van conservar almenys fins al 1735 i després hauria tornat a mans dels marathes, que el 1740 dominaven tota la zona. Va passar a mans dels britànics a l'enderrocament del peshwa el 1818.